# Zombieland (álbum de Megaherz)
Zombieland (en español, "Tierra de zombis") es el octavo álbum de la banda de Metal Industrial Megaherz. Fue lanzado el 24 de octubre de 2014. El tema Zombieland apareció en un comercial de la 4.ª temporada de The Walking Dead del canal RTL Television.

## Lista de canciones
| N.º | Título                    | Traducción              | Duración |  |
| 1.  | «Zombieland»              | Tierra de zombis        | 3:36     |  |
| 2.  | «Roter Mond»              | Luna roja               | 4:07     |  |
| 3.  | «Himmelsstürmer»          | Artillero del cielo     | 4:36     |  |
| 4.  | «Unter Strom»             | Bajo corriente          | 3:33     |  |
| 5.  | «Fanatisch»               | Fanático                | 4:42     |  |
| 6.  | «Wir Könnten Götter Sein» | Podríamos ser dioses    | 3:47     |  |
| 7.  | «Schwarzer Engel»         | Ángel Negro             | 3:54     |  |
| 8.  | «Für Immer»               | Para siempre            | 4:07     |  |
| 9.  | «Lieblingsfeind»          | Enemigo favorito        | 3:11     |  |
| 10. | «Gegen Den Wind»          | Contra el viento        | 4:38     |  |
| 11. | «Frei»                    | Libre                   | 5:05     |  |
| 12. | «Hurra Wir Leben Noch»    | Hurra estamos vivos aún | 5:07     |  |

## Edición limitada
| N.º | Título                          | Traducción        | Duración |  |
| 13. | «Sanctus Dominus»               | Santo es el Señor | 2:49     |  |
| 14. | «Augenblick - Pianoversion»     | Momento           | 5:21     |  |
| 15. | «Herz Aus Stein»                | Corazón de piedra | 4:16     |  |
| 16. | «Gegen Den Wind - Pianoversion» | Contra el viento  | 4:10     |  |